# مزایده ژاپنی
مزایده ژاپنی، (به انگلیسی: Japanese auction) یا مزایده هم‌زمان، نوعی مزایده است، که در آن تمامی پیشنهادها در یک لحظه ارائه می‌شود و پیشنهاد دهندگان با انگشتان دست مبلغ پیشنهادی خود را اعلام می‌کنند. در عمل، این مزایده در یک لحظه قابل انجام نیست، چرا که مزایده‌گذار زمانی را برای مشاهده علائم دست هر فرد صرف می‌کند و این مزایده با سر و صدای زیاد پیشنهاد دهندگان برای جلب توجه مزایده‌گذار همراه است و معمولاً برای کالاهایی انجام می‌شود که فروش سریع آن‌ها مطلوب است، مانند غذای تازه.
آن چه که به عنوان تعریف مُزایده یا حراج معمولاً ارائه می‌شود در واقع نوع خاصی از مزایده‌است که آن را با عنوان مزایده انگلیسی یا مزایده استاندارد معرفی خواهیم کرد. اما اصولا در هر مزایده سه عنصر مزایده گذار، کالا و پیشنهاد دهنده گان وجود دارد و مزایده زمانی شکل می‌گیرد که تقاضا برای کالا یا کالاها بیشتر از مقدار موجود است و پیشنهاد دهندگان برای بدست آوردن کالا با یکدیگر رقابت می‌کنند. در هر مزایده، مزایده گذار تلاش می‌کند تا کالای خود را به بیشترین قیمت ممکن به فروش بگذارد و در مقابل، پیشنهاد دهندگان در پی تصاحب کالا با کمترین قیمت می‌باشند. انواع مختلف مزایده، هر کدام در پی یافتن روشی هستند که از یک طرف این حس را در پیشنهاد دهندگان به وجود آورد که کالا را به قیمت قابل قبولی خریده‌اند و از سوی دیگر افراد را ترغیب کند تا نزدیکترین مبلغ به آنچه که حاضر به پرداخت آن برای کالای مورد نظر هستند را پیشنهاد دهند.